# Estación de Anatole France
La estación de Anatole France es una estación del metro de París situada en la comuna de Levallois-Perret, al noroeste de la capital. Pertenece a la línea 3. 

## Historia
La estación fue inaugurada el 24 de septiembre de 1937 tras la prolongación de la línea 3 hacia Levallois-Perret. 
Debe su nombre al escritor francés Anatole France ganador del Premio Nobel de Literatura en 1921.

## Descripción
Se compone de dos andenes laterales y de dos vías. Su principal peculiaridad está en que sus andenes laterales no se encuentran totalmente el uno frente al otro debido a la estrechez de la calle Anatole France bajo la cual se encuentra la estación. 
Está diseñada en bóveda elíptica revestida completamente de los clásicos azulejos blancos biselados, con la única excepción del zócalo que es de color marrón. Los paneles publicitarios emplean un fino marco dorado con adornos en la parte superior. 
Su iluminación ha sido renovada empleando el modelo vagues (olas) con estructuras casi adheridas a la bóveda que sobrevuelan ambos andenes proyectando la luz en varias direcciones. La señalización por su parte usa la tipografía CMP donde el nombre de la estación aparece sobre un fondo de azulejos azules en letras blancas. 
Por último, los asientos de la estación, son sencillos bancos de madera biselada